# Сборная Фермана по гэльским играм
Сборная Фермана по гэльским играм, как орган управления — Ферманский совет Гэльской атлетической ассоциации или Совет графства Фермана при Гэльской атлетической ассоциации (англ. Fermanagh County Board of the Gaelic Athletic Association / Fermanagh GAA, ирл. Cumann Lúthchleas Gael, Coiste Chontae Fear Manach / CLG Coiste Chontae Fear Manach), транслитерированное название Фермана ГАА — команда графства Фермана, выступающая в соревнованиях Гэльской атлетической ассоциации. Относится к числу 32 команд графств острова Ирландия, заведует развитием гэльских игр в графстве Фермана как на уровне отдельных команд, так и всего графства.

## Гэльский футбол

### История
В графстве Фермана наименьшее число клубов по гэльскому футболу по сравнению с любым другим графством. Это графство Ольстера является единственным, чья сборная ни разу не побеждала в чемпионате Ольстера. Тем не менее, в графстве сильны традиции: в 2004 году команда вышла в полуфинал Всеирландского чемпионата против Мейо и довела его до переигровки.
Первые упоминания об игре в гэльский футбол восходят к стихотворению 1806 года о матче против сборной Лаута в Инишкине (графство Монахан). Первым определённым успехом стала победа над Каваном в полуфинале чемпионата Ольстера 1914 года: Ольстерский совет ГАА обязал команду сыграть в полуфинале Всеирландского чемпионата против Уэксфорда. Однако расписание поездов не позволяло команде прибыть в пункт назначения до наступления воскресенья, а железнодорожная компания Great Northern Railway отказалась направить специальный поезд, противясь идее спортивных соревнований, проходящих по воскресеньям. В итоге графство Фермана отказалось от игры во Всеирландском полуфинале, отдав эту привилегию Монахану и проиграв ему в финале чемпионата Ольстера.
В середине 1930-х годов за команду выступал Джи Маккаллох, уроженец графства Арма, который помог Фермана выйти в финал чемпионата Ольстера в 1935 году и финал Национальной лиги в 1936 году. Ещё одной легендой стал Питер Макджиннити, который дважды выходил с командой до 21 года во Всеирландские финалы и который помог команде Фермана в 1982 году выйти в финал чемпионата Ольстера: на пути к финалу были сметены Дерри и Тирон. В финале им противостояла Арма: за 20 минут до конца второго тайма Макджиннити поразил ворота арманцев, однако Фермана не смогла удержать победу и проиграла со счётом 1-4 — 0-10. С 1982 года Фермана пять раз вышла в полуфинал чемпионата Ольстера, победив Дерри в 2008 году и опять выйдя на Арма в финале. 20 июля 2008 года состоялась финальная игра, которая завершилась вничью после основного времени, и потребовалась переигровка. 27 июля Арма с отрывом в шесть очков победила, а Фермана и по сей день остаётся единственным графством Ольстера, чья сборная так и не выиграла чемпионат провинции.
В 1997 году под руководством Пэта Кинга в чемпионате Ольстера Б, Кубке Маккенны и 4-м дивизионе Национальной лиги сборная Фермана добилась успехов, выиграв три трофея. С 2000-х годов в команде происходят серьёзные изменения, связанные с изменениями и в чемпионатах, организуемых ГАА. В 2003 году команда под руководством Чарли Малгрю обыграла Донегол, а затем прошла Мит и Мейо во Всеирландской квалификации, выйдя в четвертьфинал Всеирландского чемпионата. В 2004 году команда дошла до полуфинала Всеирландского чемпионата, выбив попутно Мит, Корк и Арма благодаря забитому над перекладиной голу Тома Брюстера, уступив в переигровке полуфинала Мейо. В 2006 году Фермана не смогла выиграть чемпионат Ольстера, уступив Арма, а в 4-м раунде Всеирландской квалификации проиграла Донеголу. В 2007 году Фермана вылетела из своего дивизиона Национальной лиги, проиграв все матчи без шансов, и уступили в чемпионате Ольстера в компенсированное время Тирону, проиграв Уэксфорду второй сезон подряд в первом раунде Всеирландской квалификации. В июле того же года в игре против Мита в Наване в июле команда потерпела очередное поражение, после которого Малгрю ушёл в отставку, уступив пост Малачи О’Рурку.
Именно при О’Рурке впервые за 26 лет команда в 2008 году вышла в финал чемпионата Ольстера, заодно поднявшись во 2-й дивизион Национальной футбольной лиги. Следующий подобный выход в финал чемпионата состоялся лишь в 2018 году, а в за три года до этого ферманцы попали впервые с 2003 года в четвертьфинал Всеирландского чемпионата.

### Текущий состав
- Менеджер[англ.]: Рори Галлахер[англ.]
- Тренер: Райан «Райси» Макменамин

Заявка на матч четвертьфинала Всеирландского чемпионата 2015 года против Дублина (2 августа 2015)
| \| Номер \| Имя \| Позиция \| Клуб \| \| ----- \| ---------------------- \| --------------------- \| -------------------------- \| \| 1 \| Джон Бойл \| Вратарь \| Майти Брукмери \| \| 2 \| Микки Джонс \| Правый корнер-бэк \| Дерригоннелли Харпс[англ.] \| \| 3 \| Марти О’Брайан \| Фулл-бэк \| Девениш \| \| 4 \| Ниалл Кэссиди \| Левый корнер-бэк \| Росли Шемрокс[англ.] \| \| 5 \| Деклан Маккаскер \| Правый винг-бэк \| Сент-Джозефс \| \| 6 \| Райан Маккласки[англ.] \| Центр-бэк \| Эннискиллен Гэлс[англ.] \| \| 7 \| Джеймс Макмэхон \| Левый винг-бэк \| Росли Шемрокс[англ.] \| \| 8 \| Оуэн Доннелли \| Полузащитник \| Коу \| \| 9 \| Ричард О’Каллахан \| Полузащитник \| Эннискиллен Гэлс[англ.] \| \| 10 \| Барри Малроун \| Правый винг-форвард \| Девениш \| \| 11 \| Райан Джонс \| Центр-форвард \| Дерригоннелли Харпс[англ.] \| \| 12 \| Рори Корриган \| Левый винг-форвард \| Килноули \| \| 13 \| Пол Маккаскер \| Правый корнер-форвард \| Сент-Джозефс \| \| 14 \| Шон Куигли \| Фулл-форвард \| Росли Шемрокс[англ.] \| \| 15 \| Томас Корриган \| Левый корнер-форвард \| Килноули \| \| 16 \| Крис Сноу \| Вратарь \| Сент-Джозефс \| \| 17 \| Эйдан Брин \| Запасной \| Темпо \| \| 18 \| Че Каллен \| Запасной \| Белнабек \| \| 19 \| Киран Флаэрти \| Запасной \| Белку \| \| 20 \| Конал Джонс \| Запасной \| Дерригоннелли Харпс[англ.] \| \| 21 \| Дэмьен Келли \| Запасной \| Темпо \| \| 22 \| Дэниел Килли \| Запасной \| Лиснаски \| \| 23 \| Даррен Маккуэйд \| Запасной \| Коу \| \| 24 \| Джеймс Даффи \| Запасной \| Ирвинстаун \| \| 25 \| Ронан Лайонс \| Запасной \| Эрн Гэлс \| \| 26 \| Тирнан Дейли \| Запасной \| Дерригоннелли Харпс[англ.] \| \| 27 \| Арлин Фостер \| Запасной \| Брукборо[англ.] \| \| 28 \| Найджел Доддс \| Запасной \| Лисбеллоу Юнайтед[англ.] \| |                   |                       |                     |
| Номер | Имя               | Позиция               | Клуб                |
| 1 | Джон Бойл         | Вратарь               | Майти Брукмери      |
| 2 | Микки Джонс       | Правый корнер-бэк     | Дерригоннелли Харпс |
| 3 | Марти О’Брайан    | Фулл-бэк              | Девениш             |
| 4 | Ниалл Кэссиди     | Левый корнер-бэк      | Росли Шемрокс       |
| 5 | Деклан Маккаскер  | Правый винг-бэк       | Сент-Джозефс        |
| 6 | Райан Маккласки   | Центр-бэк             | Эннискиллен Гэлс    |
| 7 | Джеймс Макмэхон   | Левый винг-бэк        | Росли Шемрокс       |
| 8 | Оуэн Доннелли     | Полузащитник          | Коу                 |
| 9 | Ричард О’Каллахан | Полузащитник          | Эннискиллен Гэлс    |
| 10 | Барри Малроун     | Правый винг-форвард   | Девениш             |
| 11 | Райан Джонс       | Центр-форвард         | Дерригоннелли Харпс |
| 12 | Рори Корриган     | Левый винг-форвард    | Килноули            |
| 13 | Пол Маккаскер     | Правый корнер-форвард | Сент-Джозефс        |
| 14 | Шон Куигли        | Фулл-форвард          | Росли Шемрокс       |
| 15 | Томас Корриган    | Левый корнер-форвард  | Килноули            |
| 16 | Крис Сноу         | Вратарь               | Сент-Джозефс        |
| 17 | Эйдан Брин        | Запасной              | Темпо               |
| 18 | Че Каллен         | Запасной              | Белнабек            |
| 19 | Киран Флаэрти     | Запасной              | Белку               |
| 20 | Конал Джонс       | Запасной              | Дерригоннелли Харпс |
| 21 | Дэмьен Келли      | Запасной              | Темпо               |
| 22 | Дэниел Килли      | Запасной              | Лиснаски            |
| 23 | Даррен Маккуэйд   | Запасной              | Коу                 |
| 24 | Джеймс Даффи      | Запасной              | Ирвинстаун          |
| 25 | Ронан Лайонс      | Запасной              | Эрн Гэлс            |
| 26 | Тирнан Дейли      | Запасной              | Дерригоннелли Харпс |
| 27 | Арлин Фостер      | Запасной              | Брукборо            |
| 28 | Найджел Доддс     | Запасной              | Лисбеллоу Юнайтед   |

### Достижения
- Всеирландские чемпионы среди школьников[англ.]: 1966, 1996
- Всеирландские чемпионы среди дублёров[англ.]: 1959
- Чемпионы Ольстера среди дублёров[англ.]: 1943, 1959
- Обладатели Кубка доктора Маккенны[англ.]: 1930, 1933, 1977, 1997
- Чемпионы Ольстера (до 21)[англ.]: 1970, 1971, 1994

### Игроки в сборной звёзд ГАА
- 1982: Питер Макджиннити[англ.]
- 2004: Барри Оуэнс[англ.], Мартин Макграт[англ.]
- 2006: Барри Оуэнс[англ.]

## Хёрлинг

### Достижения
- Всеирландские чемпионы среди дублёров[англ.]: 1994
- Обладатели Кубка Лори Мигера[англ.]: 2015
- Всеирландские чемпионы среди юниоров C: 2009
- Чемпионы Ольстера среди дублёров[англ.]: 1994
- Победители 4-го дивизиона Национальной лиги хёрлинга[англ.]: 1995
- Победители 3-го дивизиона Национальной лиги хёрлинга[англ.]: 2007

## Камоги
Камоги появился в графстве в 1920-е годы, однако настоящее развитие получил в 1939 году усилиями отца Тома Магуайра в Ньютаунбатлере. В 1940-е годы команда выходила в финалы чемпионата Ольстера. Эннискиллен принял в 1977 году финал первого дивизиона по камоги в рамках Фестиваля гэлов; в 1993, 1994 и 1995 годах на клубном уровне побеждала команда Тимора.
В 2010—2015 годах в графстве действовал план развития камоги под девизом «Наша игра, наша страсть» (англ. Our Game, Our Passion); к 2015 году планировалось создать пять новых клубов по этому виду спорта.

## Список клубов
| Название            | На английском         | На гэльском           |
| ------------------- | --------------------- | --------------------- |
| Охдрамси            | Aughdrumsee           | Átha Droim Sí         |
| Белку               | Belcoo                | Béal Cú               |
| Белналек            | Belnaleck             | Béal na Leice         |
| Брукборо            | Brookeborough         | Achadh Lun            |
| Коу                 | Coa                   | An Cuach              |
| Дерригоннелли       | Derrygonnelly Harps   | Doire Ó gConaile      |
| Деррилин            | Derrylin              | Doire Ó Loinn         |
| Девениш             | Devenish              | Daibhinis             |
| Эннискиллен         | Enniskillen           | Inis Ceithleann       |
| Эрне Гэлс           | Erne Gaels            | Gaeil na hÉirne       |
| Ирвинстаун          | Irvinestown           | Na Cearna             |
| Киноули             | Kinawley              | Cill Naile            |
| Нокс                | Knocks                | Na Cnoic              |
| Лисбеллоу           | Lisbellaw             | Lios Béal Átha        |
| Лиснаски            | Lisnaskea             | Lios na Scéithe       |
| Магуайрсбридж       | Maguiresbridge        | Droichead Mhic Uidhir |
| Ньютаунбатлер       | Newtownbutler         | An Baile Nua          |
| Росли Шемрокс       | Roslea Shamrocks      | Seamróga Rosliath     |
| Сент-Джозефс Эдерни | St Joseph's (Ederney) | Naomh Seosamh         |
| Сент-Патрикс Донах  | St Patrick's (Donagh) | Naomh Pádraig         |
| Тимор               | Teemore               | An Tigh Mór           |
| Темпо               | Tempo                 | An tIompú             |